# Émile Fisseux
Émile Fisseux (Épaux-Bézu, 20 febbraio 1862 – Parigi, 9 dicembre 1916) è stato un arciere francese.
Partecipò alle Olimpiadi 1900 di Parigi dove vinse la medaglia di bronzo nella gara al cordone dorato da 50 metri. Tornò ai giochi olimpici nel 1908, in occasione dei Giochi della IV Olimpiade di Londra, in cui prese parte alla gara di stile continentale ottenendo solo la tredicesima posizione.

## Palmarès
| Anno | Manifestazione | Sede   | Evento                      | Risultato |
| ---- | -------------- | ------ | --------------------------- | --------- |
| 1900 | Olimpiadi      | Parigi | Al cordone dorato, 50 metri | Bronzo    |